# Dale Caterson
Dale Caterson (Sídney, 19 de julio de 1961) es un deportista australiano que compitió en remo como timonel. Ganó una medalla de oro en el Campeonato Mundial de Remo de 1986, en la prueba de ocho con timonel.

## Palmarés internacional
| Campeonato Mundial | Campeonato Mundial       | Campeonato Mundial | Campeonato Mundial |
| Año                | Lugar                    | Medalla            | Prueba             |
| ------------------ | ------------------------ | ------------------ | ------------------ |
| 1986               | Nottingham (Reino Unido) | Medalla de oro     | Ocho con timonel   |